# Albert Götze
Albert Götze (* 5. Juli 1887 in Meerane; † 21. November 1967 in Bremen) war ein deutscher Geschäftsführer (GEWOBA), Gewerkschafter und Politiker (USPD, SPD) aus Bremen. Er war Mitglied der Bremischen Bürgerschaft.

## Biografie

### Ausbildung und Beruf
Götze war in den 1920er Jahren bis 1933 Gewerkschaftsfunktionär. Er war nach dem Zweiten Weltkrieg bis 1954 als Geschäftsführer des  Wohnungsunternehmens GEWOBA in Bremen tätig und damit maßgeblich am ersten Wiederaufbau in Bremen beteiligt.

### Politik
Götze war Mitglied der SPD, dann ab etwa 1917/18 der USPD und seit Oktober 1922 wieder der Bremer SPD.
Für die USPD war er 1919/20 Mitglied in der Bremer Nationalversammlung. Er war von 1920 bis 1933 und dann wieder 1946 und von 1951 bis 1955 für die USPD bzw. SPD rund 18 Jahre lang Mitglied der Bremischen Bürgerschaft und in verschiedenen Deputationen und Ausschüssen der Bürgerschaft tätig.
In der Zeit des Nationalsozialismus verlor er sein Bürgerschaftsmandat und wurde als Vertreter der Freien Gewerkschaft und der SPD von den Nationalsozialisten verfolgt. Am 7. März 1933 konnte er letztmals bei der Beerdigung von Johann Lücke vom Reichsbanner auf dem Waller Friedhof öffentlich reden. Am 18. April 1933 besetzten die Nationalsozialisten das Volkshaus der Gewerkschaften in Bremen. Albert Götze, Oskar Schulze, Emil Sommer und andere kamen in „Schutzhaft“. Als sich die Beschuldigungen als haltlos erwiesen, wurden sie im August 1933 wieder freigelassen. Politisch konnte er sich danach nur noch im geheimen Widerstand betätigen.